# بطنج فلسطيني
البطنج الفلسطيني أو الستاكس الفلسطيني (باللاتينية: Stachys palaestina) نوع نباتي يتبع جنس البطنج من الفصيلة الشفوية.

## الموئل والانتشار
موطنها المشرق العربي.

## مرادفات للاسم العلمي
- (باللاتينية: Stachys lanata Moench)